# Lustrochernes surinamus
Espèce
Lustrochernes surinamus est une espèce de pseudoscorpions de la famille des Chernetidae.

## Distribution
Cette espèce est endémique du Suriname. Elle se rencontre vers Paramaribo.

## Étymologie
Son nom d'espèce lui a été donné en référence au lieu de sa découverte, le Suriname.

## Publication originale
- Beier, 1932 : Zur Kenntnis der Lamprochernetinae (Pseudoscorp.). Zoologischer Anzeiger, vol. 97, p. 258-267.